# Борис Старлинг
Борис Старлинг (на английски: Boris Starling) е английски журналист, сценарист и писател на произведения в жанра психологически трилър, криминален роман и документалистика. Пише и под псевдонима Даниъл Блейк (Daniel Blake).

## Биография и творчество
Борис Старлинг е роден през 1969 г. в Лондон, Англия. Следва в Тринити Колидж, Кеймбридж, който завършва с бакалавърска степен по история. След дипломирането си работи като в Лондон като репортер на вестниците „Сън“ и „Дейли телеграф“. След това работи като консултант за фирмата Control Risks, която прави оценки за компаниите за рисковете от тероризъм и политически катаклизми, и предоставя услуги, вариращи от поверителни разследвания до разрешаване на отвличания.
Първият му роман „Месията“ е издаден през 1999 г. Напрегнатата и забързана история е за разкриването на сериен убиец, който убива мъже, изрязва им езиците и оставя сребърни лъжици в устата им, а главен герой е детектива от Скотланд Ярд, Редфърн Меткалф, който не само трябва да намери убиеца, но и да открие и най-тъмните кътчета на собствената си душа. Трилърът става бестселър в списъка на „Ню Йорк Таймс“ и във Великобритания и е оценен от критиката. През 2001 г. романът е екранизиран от Би Би Си в едноименния телевизионен минисериал с участието на Кен Скот, Арт Малик и др., а и самият писател участва с минимална роля като труп на жертва на убийство. Старлинг, като сценарист, създава франчайза „Месия“, който се излъчва като телевизионни минисериали, които се излъчват седем години по BBC1.
Следващият му трилър „Третата жертва“ от 2000 г. също представя история за преследване на сериен убиец, който убива млади жени в Абърдийн, а на гърдите им оставя особен знак – жива черна усойница претворявайки кървав древногръцки мит. Разследването се води от главен детектив Кейт Бошан, която бързо разбира, че нещата не са такива каквито изглеждат. Романът също става международен бестселър.
Историята на третият му роман „Водка“ от 2004 г. се развива в Русия непосредствено след края на Съветския съюз и включва няколко сюжетни линии: дейността на канския банкер Алис Лидел да осъществи първата приватизация в руската история; битката между славянски и чеченски банди за контрол на пазара на водка в Москва; и ловът на сериен убиец, който убива деца и източва кръвта им.
През 2010 г. е издаден първият му роман Soul Murder (Душевно убийство) от поредицата „Франко Патрезе“ под псевдонима Даниъл Блейк. Главен герой е Франко Патрезе, детектив за убийства от Питсбърг, който по-късно се присъединява към ФБР и заедно с партньора си Марк Берадино разследват поредица от убийства сблъсквайки се с проституция от висока класа, медицински измами и религиозни мании.
Сестра му, Белинда Старлинг, също пише, но умира от усложнения след операция на жлъчката, а първият ѝ роман е публикуван посмъртно.
Борис Старлинг живее със семейството си в Дорсет.

## Произведения

### Като Борис Старлинг

#### Самостоятелни романи
- Messiah (1999)[1][2]
Месията, изд. „Златорогъ“ (1999), прев. Ида Даниел
- Storm (2000)
Третата жертва, изд. „Световна библиотека“ (2003), прев. Градимир Кобарелов
- Vodka (2004)
- Visibility (2006)
- The Stay-Behind Cave (2014)
- The Law of the Heart (2021)

#### Сборници
- Cold War, Warm Hearts (2014)[1]

#### Документалистика
- Unconquerable: The Invictus Spirit (2017)[1]
- The Official History of Britain (2020) – с Дейвид Бредбъри

### Като Даниъл Блейк

#### Серия „Франко Патрезе“ (Franco Patrese)
1. Soul Murder (2010) – издаден и като Thou Shalt Kill[1]
2. City of Sins (2011) – издаден и като City of the Dead
3. White Death (2012)

### Екранизации
- Messiah (2001) – тв минисериал, 2 епизода, по романа
- Messiah 2: Vengeance Is Mine (2003) – тв минисериал, 2 епизода, сценарий
- Messiah: The Promise (2004) – тв минисериал, 2 епизода, сценарий
- Messiah: The Harrowing (2005) – тв минисериал, 3 епизода, сценарий